# بير يندستروم
بير يندستروم (بالسويدية: Per Lindström)‏ هو رياضياتي سويدي، ولد في 9 أبريل 1936، وتوفي في 21 أغسطس 2009.

## وصلات خارجية
- بير يندستروم على موقع الموسوعة البريطانية (الإنجليزية)